# Saint-Amarin
Saint-Amarin é uma comuna francesa na região administrativa de Grande Leste, no departamento Alto Reno. Estende-se por uma área de 11,59 km². Em 2010 a comuna tinha 2 284 habitantes (densidade: 197,1 hab./km²).